# Castelsardo
Castelsardo, talvolta Castel Sardo (Castheddu Sardhu in sassarese, Calteddu nella parlata locale in castellanese, Casteddu Sardu in sardo), è un comune italiano di 5 601 abitanti, facente parte della Rete metropolitana del Nord Sardegna, della città metropolitana di Sassari in Sardegna.
La città è inserita in diverse liste, fra le quali "I borghi più belli d'Italia", "Les Plus Beaux Villages de la Terre", "Città regie della Sardegna" e la "Conferenza permanente delle Città storiche del Mediterraneo".

## Geografia fisica

### Territorio
Castelsardo si affaccia al centro del golfo dell'Asinara, nella regione storica dell'Anglona nel nord della Sardegna, in un susseguirsi di coste rocciose trachitiche con piccole insenature, eccetto la spiaggia di Lu Bagnu. Grazie a questa posizione la località, oltre ad essere esposta ai venti, gode di un panorama unico spaziando su tutte le coste del golfo, comprese quelle della Corsica.
Appartengono al territorio di Castelsardo l'isola di Molino e gli scogli Forani.

### Fiumi e torrenti
- Frigiano; è un torrente lungo 13 km e sfocia nel porto;
- Salvino; sfocia nella spiaggia de La Marina.

## Clima
La presenza del mare rende gli inverni miti: le temperature non scendono quasi mai sotto lo zero. Le estati sono calde e secche. Le temperature estive superano normalmente i 30 °C e raggiungono anche i 45 °C. 

## Storia

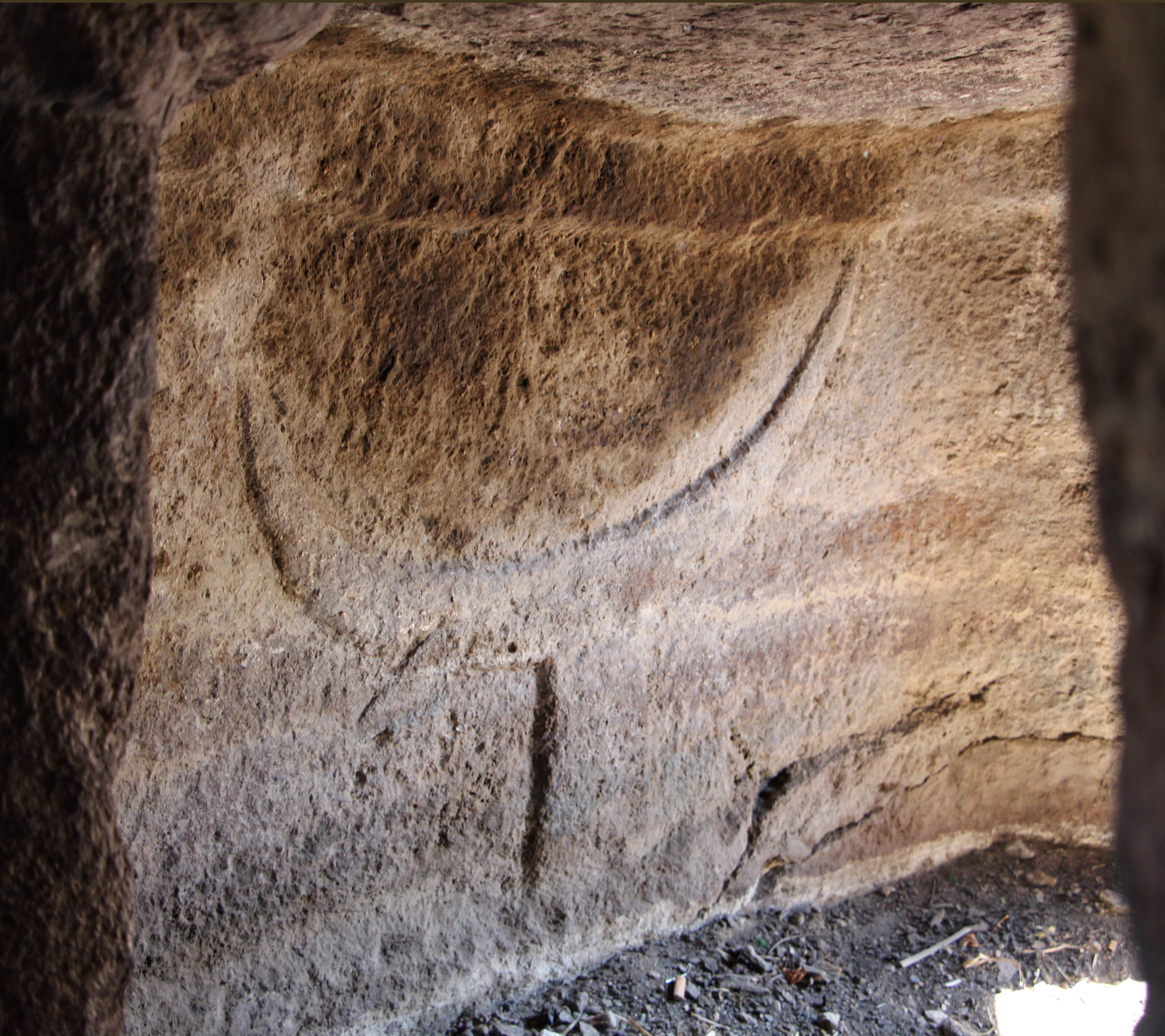
Testa taurina all'interno della domus de janas della roccia dell'Elefante

### Preistoria e storia antica
La particolare posizione, oltre all'esistenza di piccoli approdi naturali, contribuì sicuramente alla scelta del luogo come sede di antichi insediamenti pre-nuragici e nuragici, oggetto di studi sempre più approfonditi, anche in relazione con la storia del Mediterraneo. Il sito fu frequentato in periodo romano di cui rimangono numerose testimonianze. A quei tempi l'approdo era situato su una spiaggia denominata Fritum Janii (porto di Giano) da cui il nome del villaggio che vi si trovava sino alla fine del Medioevo e l'odierno nome del porto e della collina sovrastante, Frigiano.
Detto approdo fungeva da scalo commerciale per la cittadina di Tibula, mai individuata con certezza, ma collocata da alcuni in territorio di Castelsardo. Vi erano anche altri approdi, come il portum granaticum (Lu Grannadu) e Cala Lagustina o Hostilia (Baia Ostina).

### Storia medievale
Con la caduta dell'Impero Romano e la presa di potere da parte dei vari giudici, negli anni molte terre vennero donate dai giudici turritani a vari ordini monastici.

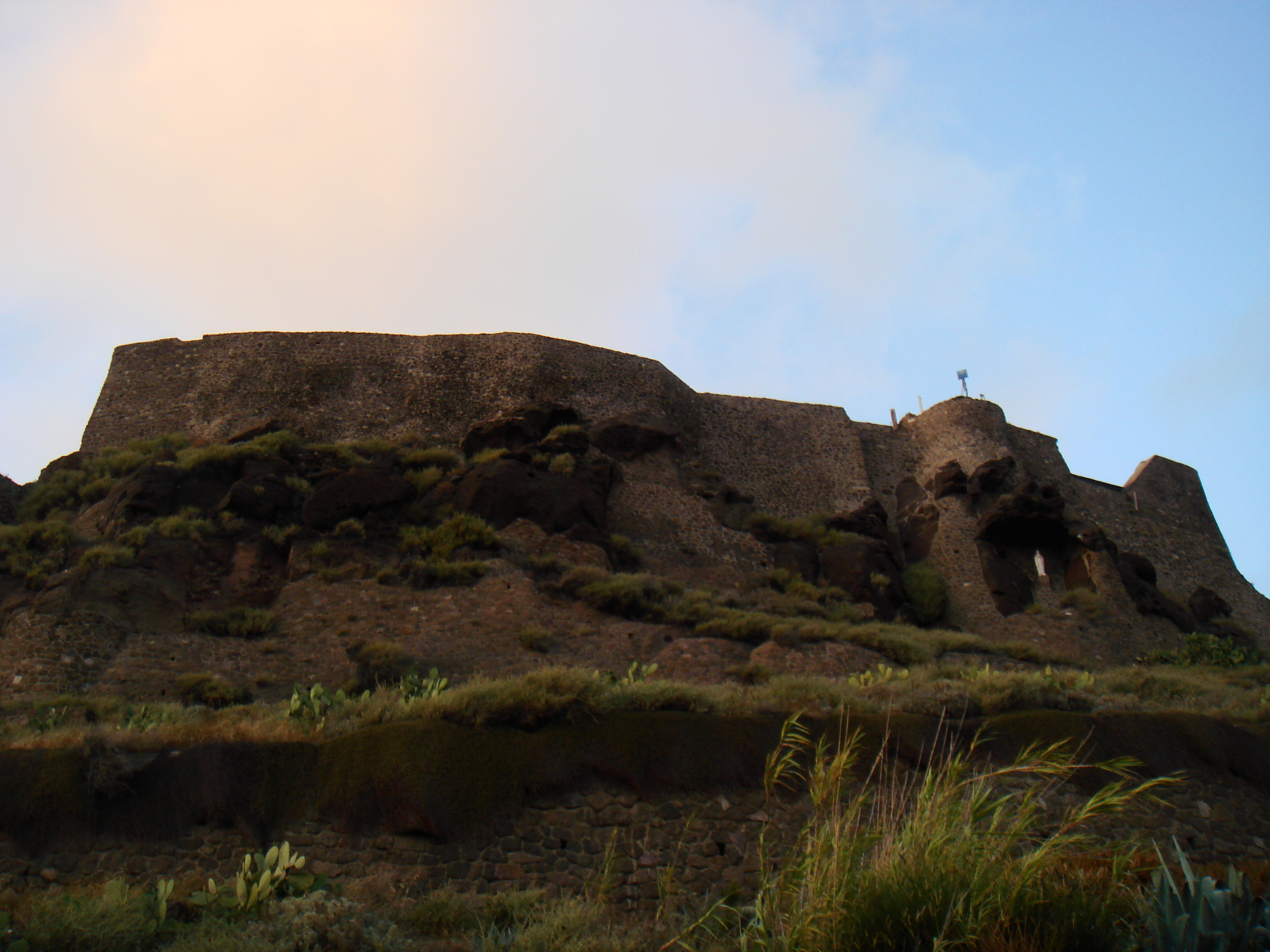
Il castello di Castelsardo

A pochi chilometri fu fondato l'importantissimo monastero benedettino di Tergu, ora in fase di studio archeologico, mentre sul colle di Frigiano vi era già un monastero probabilmente di eremiti antoniani, intorno a cui si unì la popolazione locale, per lo più sparsa in focolai rurali. Tale centro di aggregazione perse di importanza, per divenire poi un lazzaretto, quando nel 1102 venne fondato il castello della famiglia genovese dei Doria, battezzato Castelgenovese (da non confondere con Castel Doria). A questa data, riportata dallo storico del Cinquecento Giovanni Francesco Fara, in passato veniva fatta risalire la fondazione del castello, così come al 1111 quella del suo borgo, sulla base della lettura della scritta nell'antica campana del campanile del Comune. Invece gli scavi dell'Università di Sassari, guidati dal professor Marco Milanese, hanno determinato che il castello fu costruito nella seconda metà del Duecento. Giuseppe Piras, epigrafista, ha studiato e riletto l'epigrafe della campana stabilendo in modo indiscutibile che l'anno riportato è il 1604 e non il 1111. 
Costruito il castello, gli abitanti della zona si trasferirono progressivamente all'interno della rocca, dotata di un approdo indipendente e di numerose vasche per la raccolta dell'acqua; importante fu anche l'afflusso di famiglie còrse e liguri. Quella fu la nascita del paese così come si presenta ancora oggi, nonostante l'urbanizzazione avvenuta a partire dal 1950. Con qualche breve parentesi, fu la sede dei Doria in Sardegna durante le varie lotte per il possesso dell'isola che portarono allo sfinimento di tutte le forze in campo. A cominciare dai Doria, passando per i giudici di Arborea (la moglie di Brancaleone Doria, Eleonora D'Arborea, vi abitò per anni), fino agli aragonesi, che uscirono vincitori dagli ultimi conflitti, ma dopo aver pagato un alto prezzo in termini di vite, denari e tempo.
Castelsardo fu l'ultima città dell'isola a venir inglobata dal Regno di Sardegna aragonese nel 1448, lo stesso anno in cui fu nominata Città Regia. Dai confini del Regno sardo restò fuori solo l'arcipelago della Maddalena, annesso da Carlo Emanuele III di Savoia nel 1767-69.

### Storia moderna e contemporanea

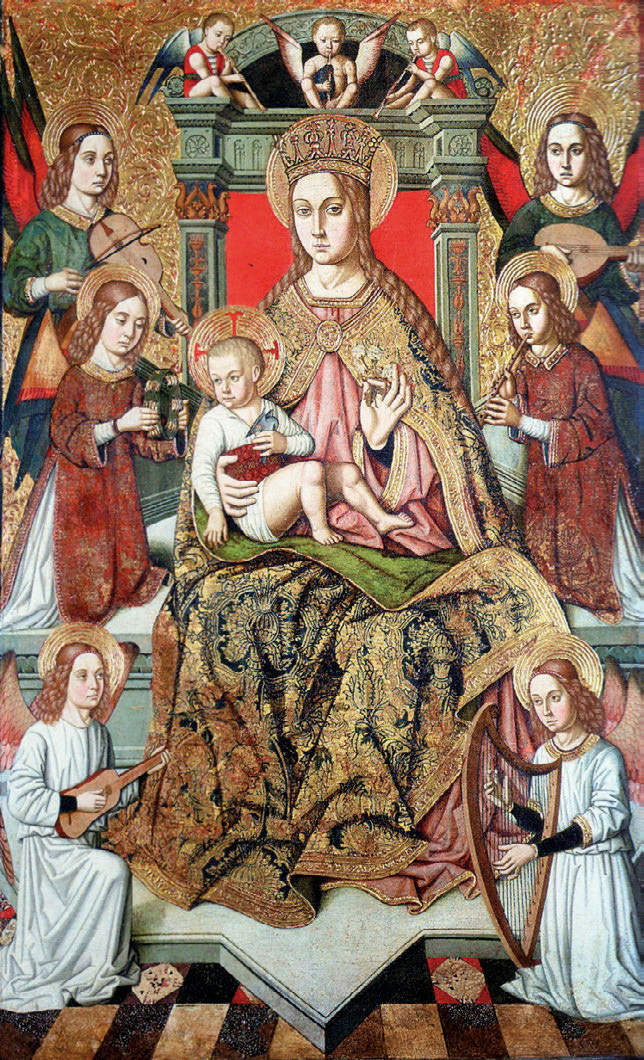
Pala d'altare del Maestro di Castelsardo (XVI sec.), cattedrale di Sant'Antonio Abate

La rocca, così come era stata concepita, rimase imprendibile fino all'avvento delle armi moderne. Nel 1520 (la data non è certa) il paese fu rinominato Castellaragonès (Castelaragonese); nel frattempo divenne sede vescovile, sostituendo l'ormai scomparsa Empúries, di cui però conservò la denominazione. Nel 1586 iniziò la costruzione della cattedrale. Nel romanzo di Giulio Angioni Le fiamme di Toledo (2006) l'autore mette in scena sugli spalti del castello una lunga disputa teologica, verosimilmente svoltasi verso il 1550 tra Gaspar Centelles, allora governatore del castello, e il giovane magistrato cagliaritano Sigismondo Arquer. Ambedue finirono sul rogo per eresia in Spagna ai tempi di Filippo II.
Sotto la dinastia sabauda Castelsardo assunse l'attuale denominazione nel 1767, durante il regno di Carlo Emanuele III, ma a differenza di altre città regie, come Alghero, Bosa, Cagliari, Oristano e Sassari, conservò nel proprio stemma le barre d'Aragona del passato regime, invece di sostituirle con la croce dei Savoia.
La città cominciò a perdere di importanza nella prima metà dell'Ottocento, schiacciata da proprietari terrieri troppo autoritari e da un impoverimento della vita culturale e sociale, dovuta al progressivo allontanarsi dei seminaristi, dei frati, del vescovo.
La peste di fine secolo, arrivata con notevole ritardo rispetto al resto dell'isola, completò l'opera condannando il paese al periodo più povero della sua storia, superato grazie ai molti figli emigrati e poi rientrati, ai finanziamenti delle varie amministrazioni, all'industria del turismo, possibile grazie ai luoghi ricchi di mare, fascino e storia.
È in corso un adeguamento delle infrastrutture che mirano alla ricezione di turisti attenti e colti, nonché un rilancio delle iniziative culturali, tra cui la riqualificazione della biblioteca, recentemente trasferita, assieme al prezioso archivio storico, in un palazzo posto a ridosso del Castello dei Doria.

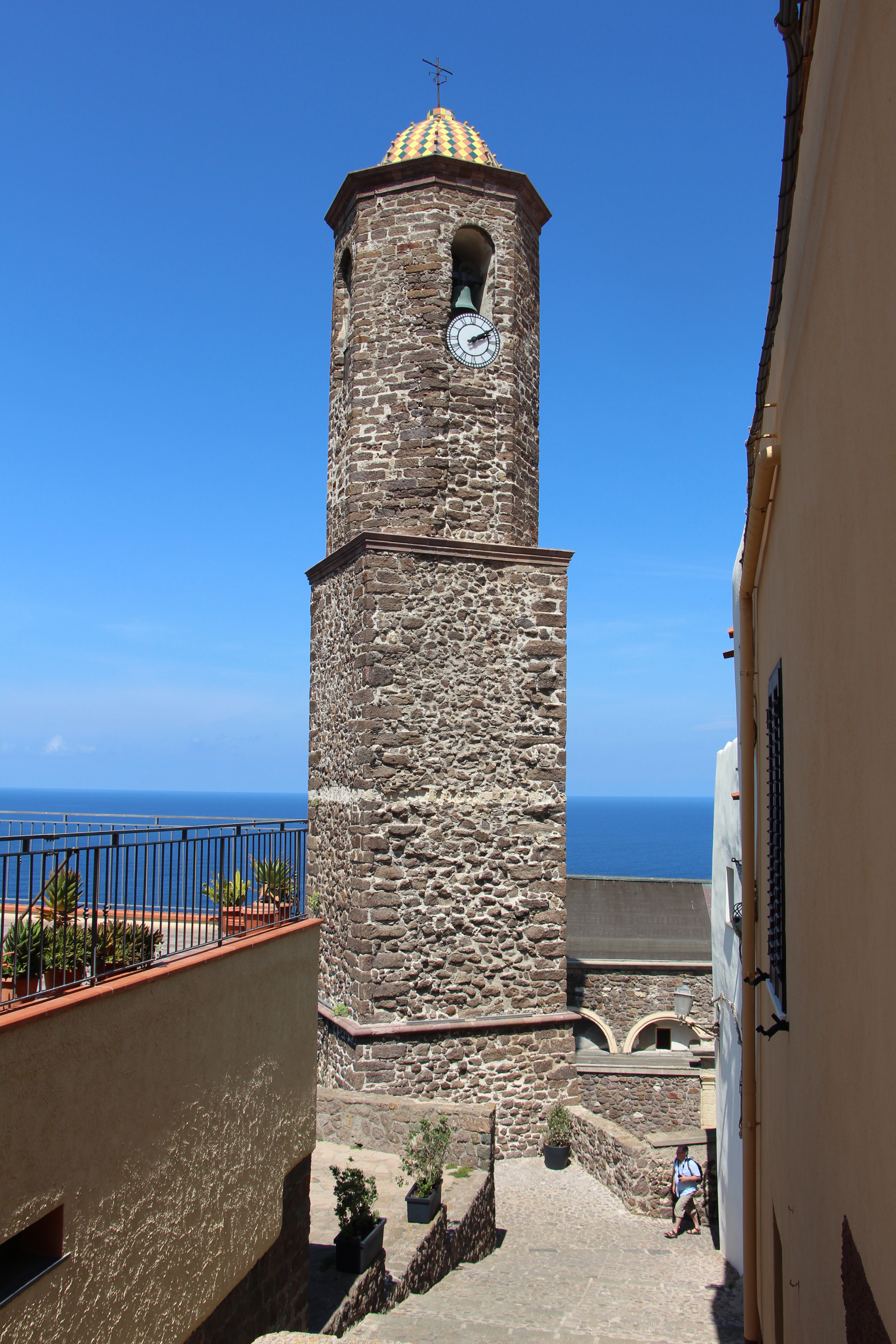
Il campanile della cattedrale

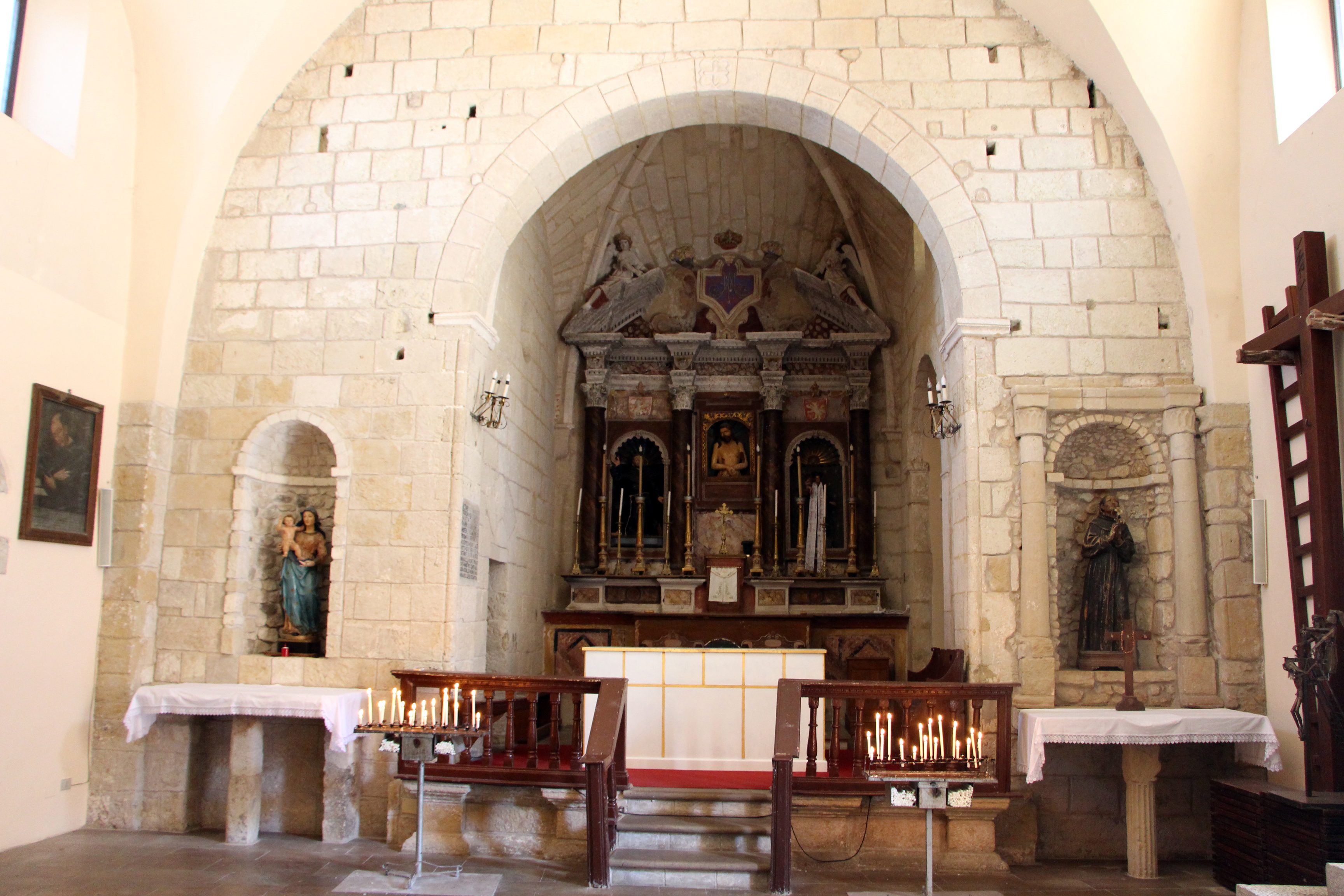
La chiesa di Santa Maria delle Grazie

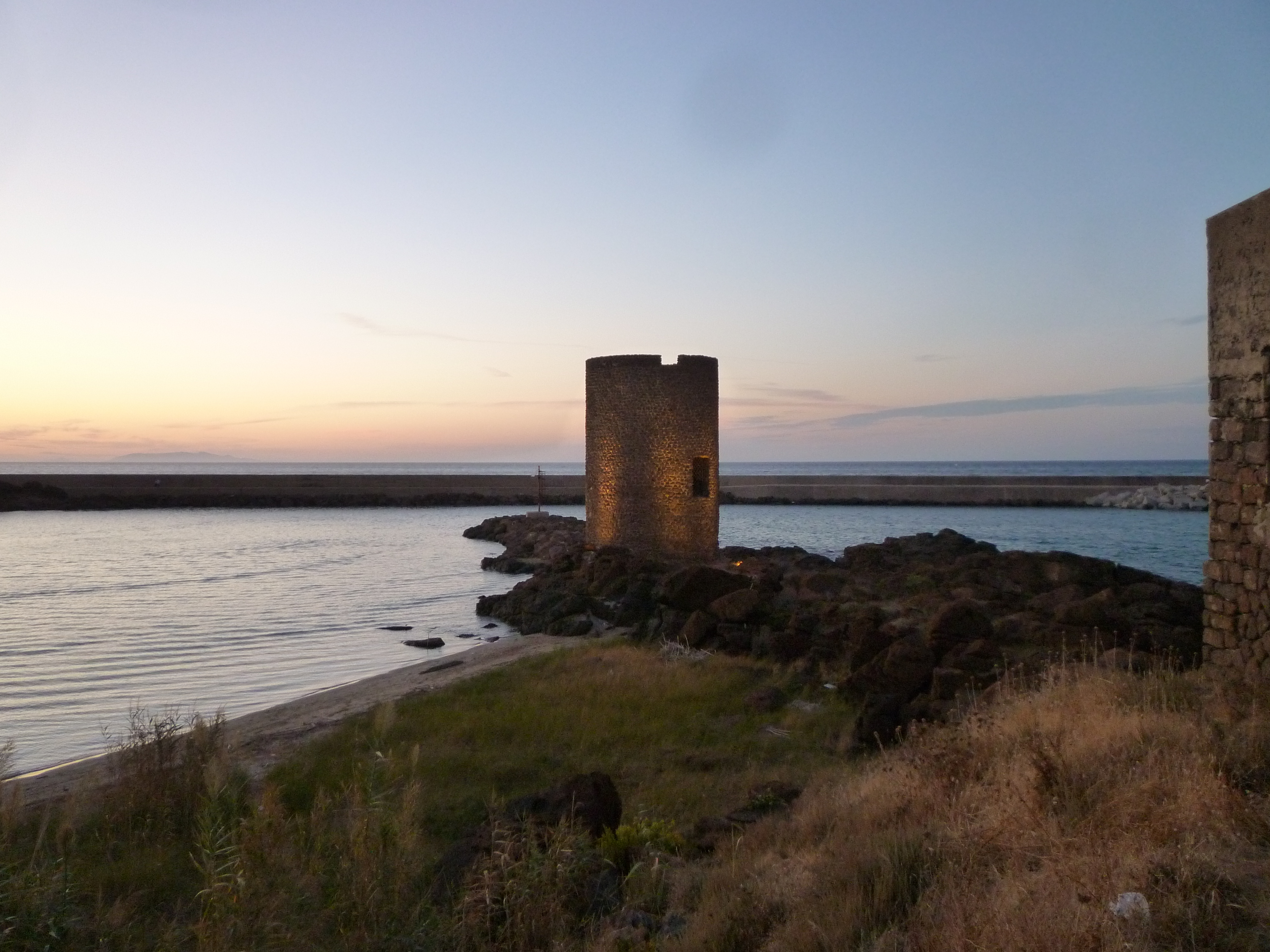
La torre costiera di Frigiano

### Simboli
Lo stemma e il gonfalone di Castelsardo sono stati concessi con decreto del presidente della Repubblica del 9 febbraio 1994.
Il gonfalone è un drappo troncato di bianco e di rosso.
Nel XVIII secolo lo stemma si presentava: D'azzurro al mastio al naturale, movente dalla punta dello scudo, torricellato di tre pezzi, quello di mezzo più alto e cimato con bandiera di rosso, svolazzante a sinistra, caricata di un'aquila d'argento, sopraccaricata in petto da uno scudetto di Savoia.

## Monumenti e luoghi d'interesse

### Architetture religiose
- la Concattedrale di Sant'Antonio Abate, con la pala d'altare del maestro di Castelsardo e il campanile culminante in una cupola maiolicata di diversi colori;
- le cripte sottostanti la concattedrale, nelle quali è ubicato il museo Maestro di Castelsardo[16];
- la Chiesa di Santa Maria delle Grazie con il ligneo Cristo nero;
- il monastero dei Benedettini, acquisito al patrimonio comunale ed in fase di restauro, che ospiterà il centro di documentazione sulla storia della città regia;
- l'episcopio, sede del vescovo di Ampurias dal 1503, restaurato.

### Architetture civili
- il palazzo dei Doria;
- il palazzo "La Loggia" (restaurato), sede del Consiglio comunale;
- il palazzo Eleonora d'Arborea (restaurato), sede di rappresentanza del sindaco e della vetrina telematica dalla quale è possibile partire con visite teleguidate per il borgo antico;
- la sede dell'archivio storico, restaurata, con un doppio accesso da via Vittorio Emanuele e da via Marconi.

### Architetture militari

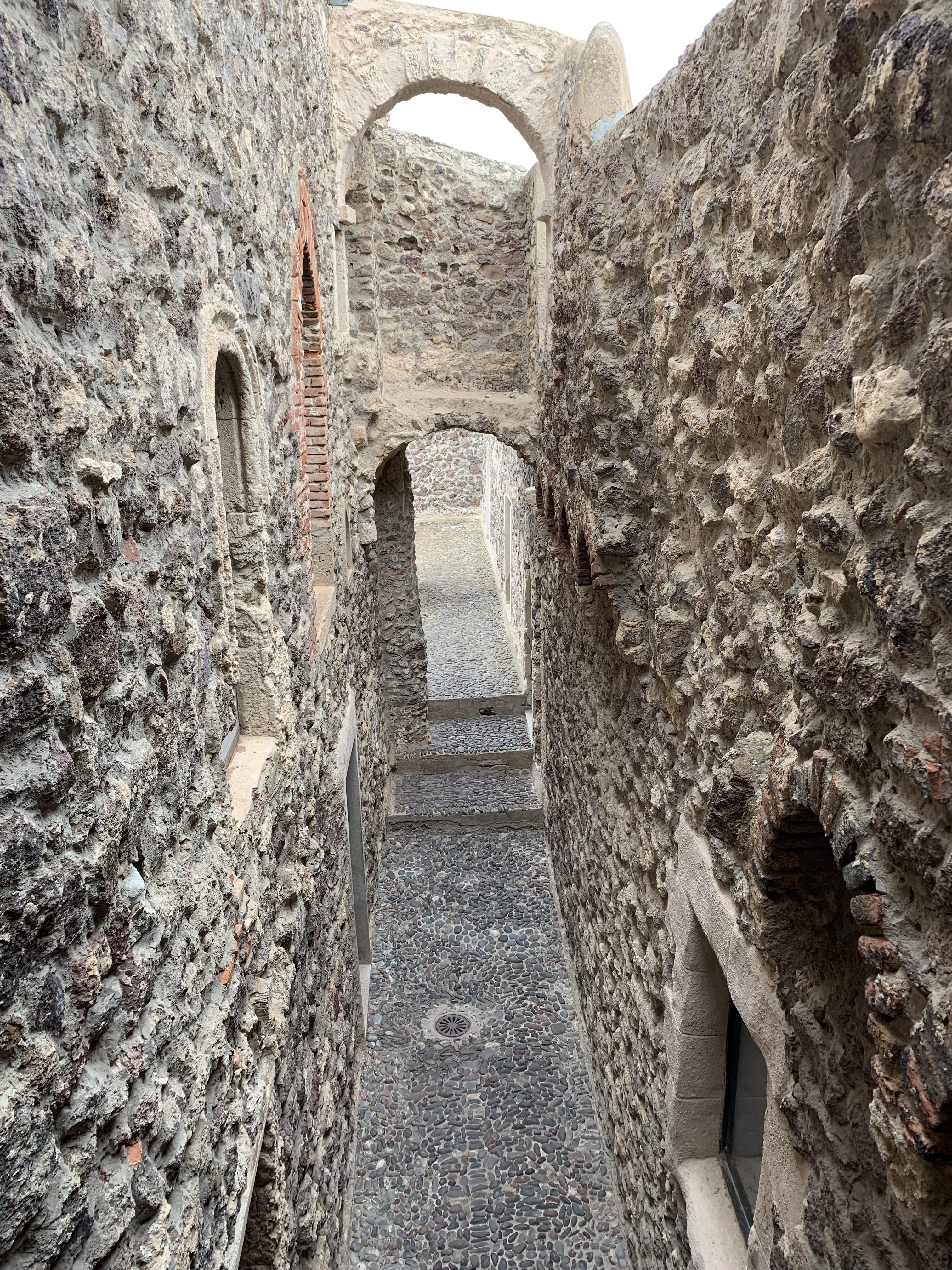
Interno del castello di Castelsardo

L'intero borgo, edificato sulla rocca e interamente circondato da possenti mura (con 17 torri, delle quali solo tre a pianta quadra) è costituito di case antiche di secoli:
- castello dei Doria del 1102, sede del rinnovato Museo dell'intreccio mediterraneo (MIM), il sito museale più visitato della Sardegna, recentemente oggetto di lavori di restauro delle sale e di modernizzazione museografica[17];
- la cinta muraria a mare ed il percorso di sentinella (ripristinato nell'area di Manganella, con l'accesso al mare "Mandracho del soccoro", da cui si gode di una splendida vista sull'intero golfo dell'Asinara;
- il ponte levatoio e la porta Pisana, uno dei due accessi alla città, recuperati.

### Siti archeologici
Fra i siti archeologici: 

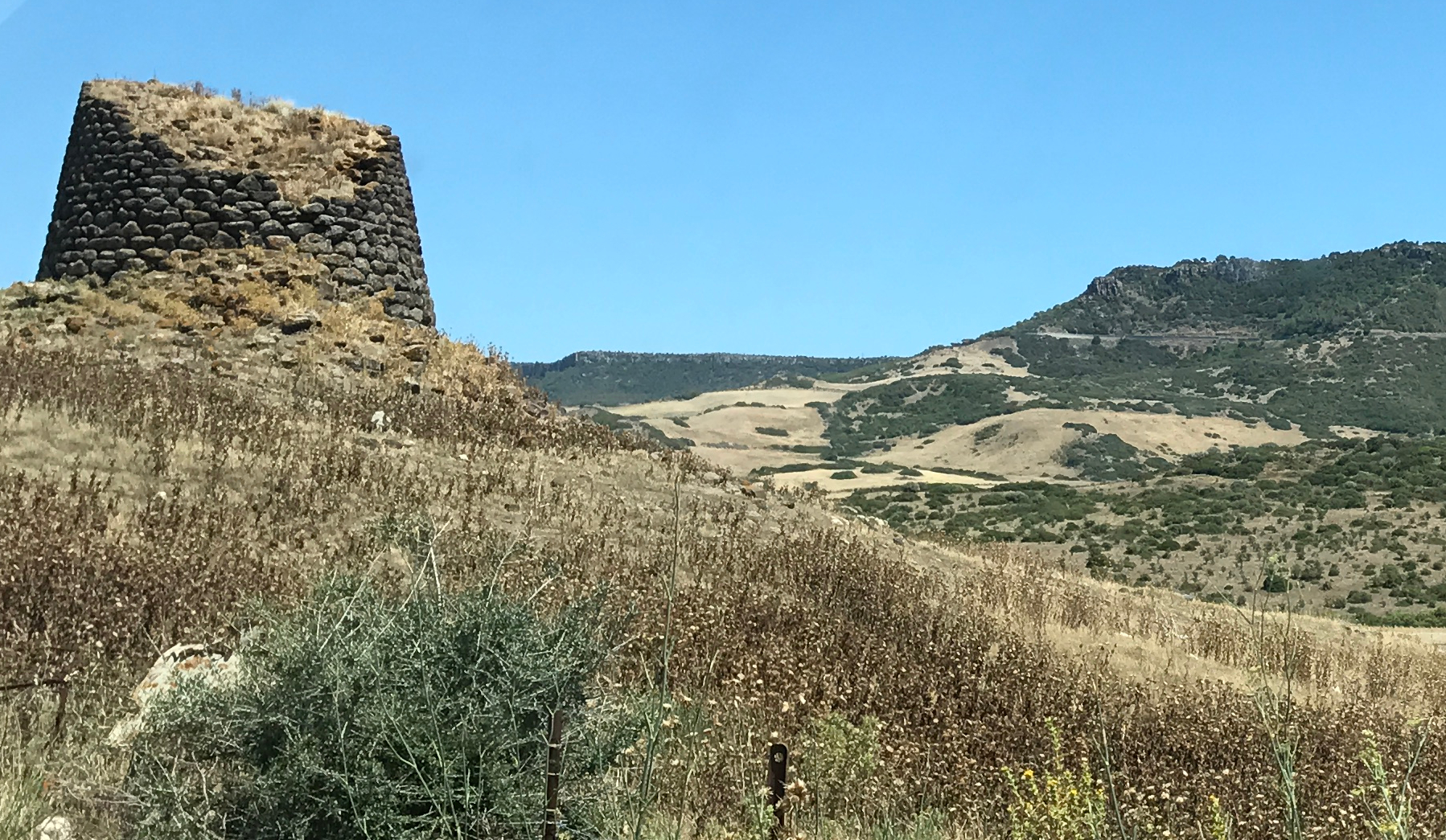
Nuraghe Paddaju

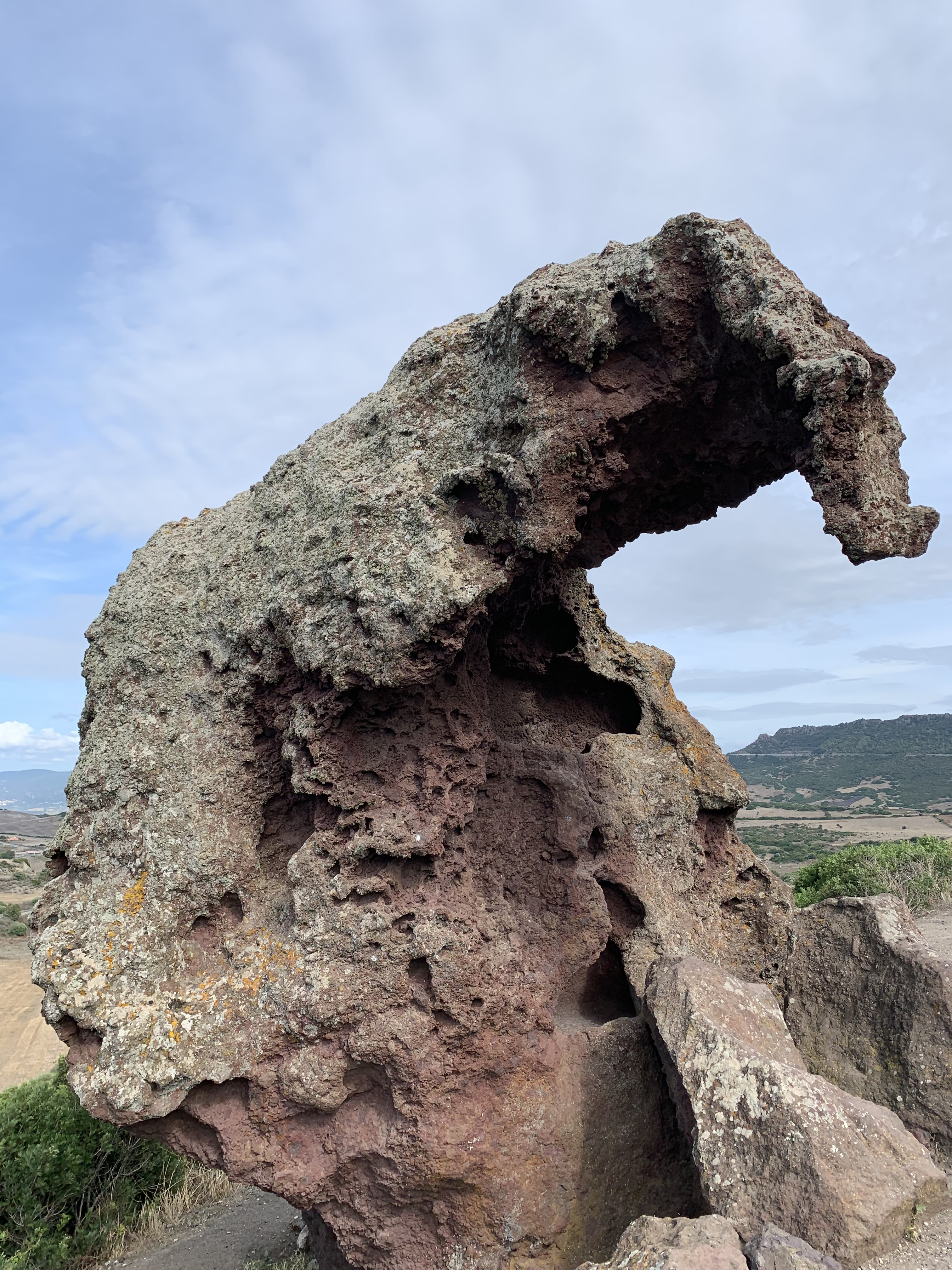
Roccia dell'Elefante.

- la roccia dell'Elefante, situata al km 4,3 della SS 134 che porta a Sedini. È una roccia di trachite color ruggine, staccatasi in antichità dal massiccio di monte Castellazzu e rotolata a valle. Qui gli agenti atmosferici hanno provveduto a modellarla nella forma attuale[18];
- la muraglia megalitiche prenuragiche di monte Ossoni, vicino Multeddu;
- il nuraghe Paddaju[19], più vari altri nuraghi difficilmente raggiungibili o ancora in fase di censimento;
- la torre di Frigiano[20].

## Società

### Evoluzione demografica
Abitanti censiti dal 1861

### Lingua e dialetti
Il  castellanese è parlato nel capoluogo e nella frazione di Lu Bagnu. È una varietà di transizione tra il gallurese
e il sassarese. Ha una base morfologica e lessicale di origine corsa, mentre la sintassi è condivisa col sardo.

### Religione

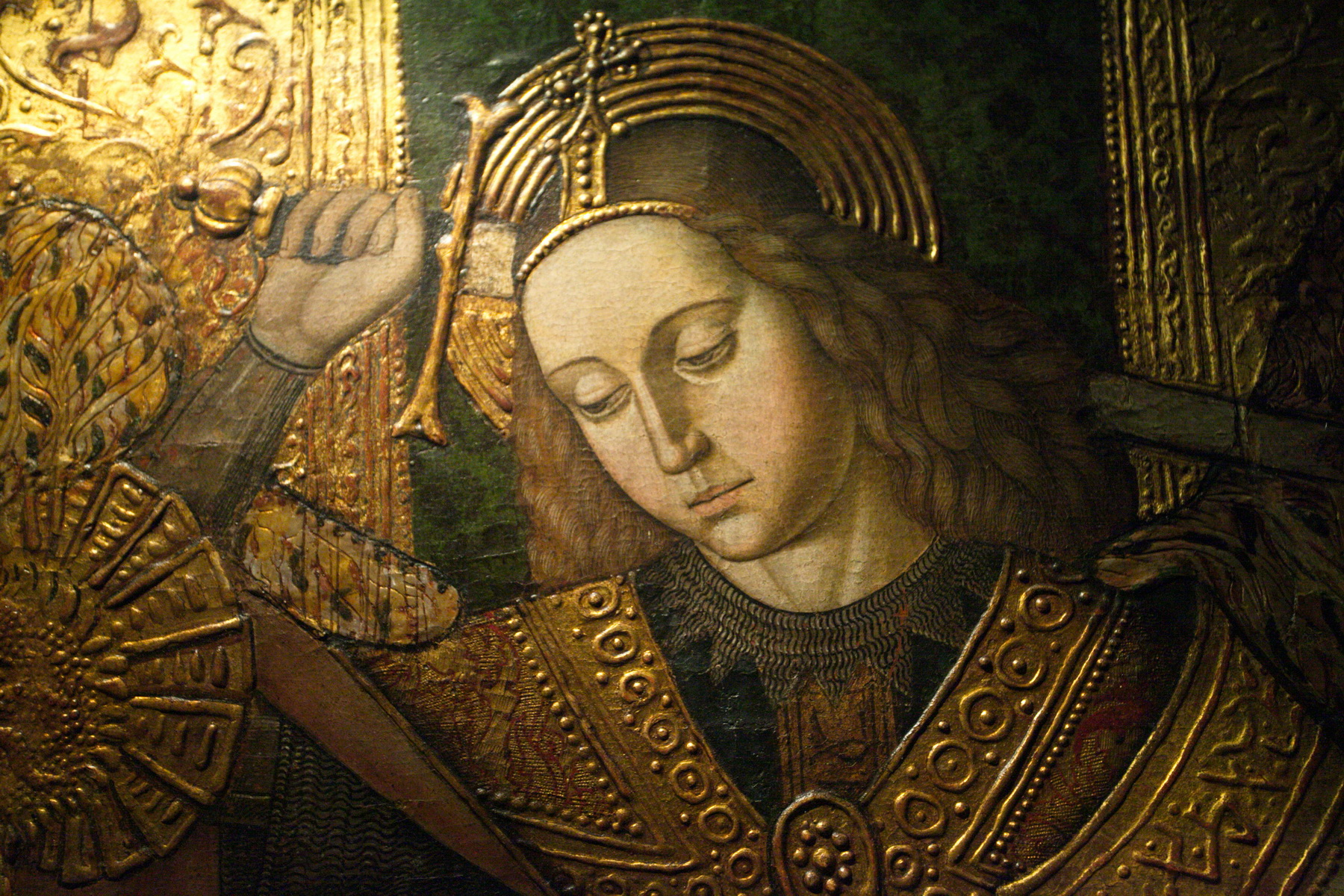
L'Arcangelo Michele opera del Maestro di Castelsardo

Il paese è sede della Confraternita di Santa Croce che ha la propria sede nell'oratorio di Santa Maria. La sua storia prosegue ininterrotta dalla fondazione (XVI secolo), così come ininterrotto è stato il tramandarsi dei canti e delle relative tecniche. La confraternita, pur essendo composta da laici, ha carattere religioso e dipende direttamente dal vescovo, che ha facoltà di legittimarne il priore (eletto ogni anno), come anche di sciogliere la confraternita stessa. Questo perché, essendo stata per lunghi periodi l'unico centro di aggregazione e di affermazione sociale, molto spesso ha contribuito alla formazione di gruppi di potere all'interno del paese e della diocesi, a volte in aperto contrasto con il vescovo stesso.

### Tradizioni e folclore
L'evento più importante e famoso che caratterizza il paese è l'insieme dei riti della settimana santa. La tradizione secolare è portata avanti dalla Confraternita di Santa Croce fin dal XVI secolo. La giornata più pittoresca e interessante è il lunissanti, in cui, oltre a varie processioni, viene praticato un pellegrinaggio alla vicina basilica di Tergu. L'evento è noto in tutto il mondo e la confraternita viene studiata dai musicologi. 
Fra gli eventi minori, la festa del patrono del 17 gennaio, la processione in mare con la Madonna dei pescatori il 15 agosto, la festa di san Giovanni del 24 giugno (consuetudine che prende origine dai riti pagani di inizio estate, in cui i "compari" e le "comari" saltavano in coppia i falò), ormai quasi del tutto in disuso.

## Cultura

### Istruzione
I servizi scolastici comprendono un istituto comprensivo con scuola materna, scuola elementare intitolata al "Maestro di Castelsardo", una scuola media intitolata ad "Eleonora d'Arborea", un liceo scientifico nella frazione di Lu Bagnu e un giardino d'infanzia.

### Musei
Le sale del Castello, le cripte della Cattedrale, il seminario vescovile e l'episcopio ospitano interessanti esposizioni permanenti ed allestimenti tematici. In particolare il Museo dell'Intreccio mediterraneo (MIM), ospitato nel Castello dei Doria, con oltre 100 000 visitatori all'anno. Dopo una breve chiusura per lavori di restauro, il Castello ed il MIM hanno riaperto con una nuova gestione, con oltre 120 000 biglietti venduti all'anno.

### Cucina
Tipiche di Castelsardo sono tutte le pietanze a base di pesce, in particolare le aragoste alla castellanese (con una salsa fatta con le uova delle aragoste), astici, granseole, triglie, zerri, pesci San Pietro, ricci e frutti di mare.

## Eventi
Castelsardo dal 2000 ospita uno dei concerti di capodanno più importanti della Sardegna e d'Italia, fra i tanti artisti nazionali protagonisti del Capodanno in piazza: Francesco Renga, Le Vibrazioni, Negramaro, Max Pezzali, Negrita, Max Gazzè, Elio e Le Storie Tese, Litfiba, Gianna Nannini
.

## Economia
L'economia attuale è basata principalmente sul turismo, sull'edilizia e sulla pesca. Il paese è ben fornito di negozi, fra cui spiccano quelli di artigianato locale.

## Infrastrutture e trasporti

### Strade
A Castelsardo termina la S.S. 200 che collega con Sassari, che dista 32 km. Da Castelsardo parte la S.S. 134 che collega con Sedini ed altri centri minori dell'Anglona, mentre la S.P. 90 conduce, con una strada panoramica molto suggestiva, a Santa Teresa di Gallura.

### Porti

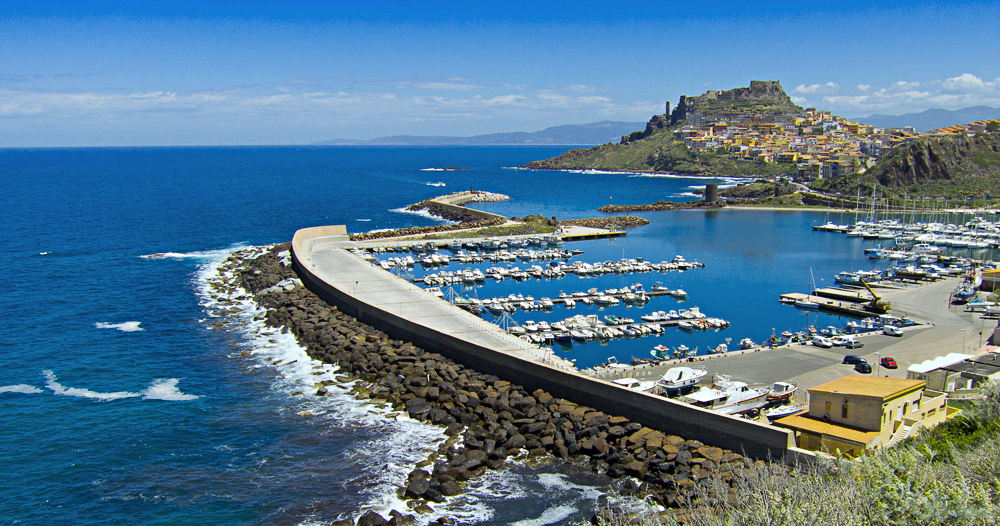
Porto turistico

Castelsardo dispone di un porto turistico dotato di oltre 700 posti barca. Quello di Castelsardo è uno dei porti pilota nel programma europeo Odyssea. Vi hanno base varie attività: vela, pescaturismo, diving e snorkeling.

### Mobilità urbana
La città dispone di una linea di autobus che attraversa il territorio comunale dal confine con il comune di Sorso fino a quello con il comune di Valledoria, passando per Peruledda, Lu Bagnu, il centro storico, Multeddu; è stato attivato anche un servizio di bus navetta, che dal parcheggio di interscambio, situato nei pressi dello stadio comunale, conduce al centro storico, dove vige una ZTL ed il divieto di accesso per i bus turistici.

## Amministrazione
| Periodo          | Periodo        | Primo cittadino         | Partito                                | Carica  | Note   |
| ---------------- | -------------- | ----------------------- | -------------------------------------- | ------- | ------ |
| 21 novembre 1993 | 9 giugno 1996  | Angelo Capula           | "Eterogenea"                           | Sindaco | [ 35 ] |
| 9 giugno 1996    | 16 aprile 2000 | Massimo Pinna           | liste civiche di centro-sinistra       | Sindaco | [ 36 ] |
| 16 aprile 2000   | 8 maggio 2005  | Franco Cuccureddu       | lista civica                           | Sindaco | [ 37 ] |
| 8 maggio 2005    | 30 maggio 2010 | Franco Cuccureddu       | lista civica                           | Sindaco | [ 38 ] |
| 30 maggio 2010   | 25 maggio 2014 | Giovanni Matteo Santoni | lista civica "Continuiamo Insieme"     | Sindaco | [ 39 ] |
| 25 maggio 2014   | 17 giugno 2019 | Franco Cuccureddu       | lista civica "Insieme per Crescere"    | Sindaco | [ 40 ] |
| 17 giugno 2019   | 9 giugno 2024  | Antonio Maria Capula    | lista civica "Castelsardo Bene Comune" | Sindaco | [ 41 ] |
| 9 giugno 2024    | in carica      | Maria Lucia Tirotto     | lista civica "Ripartiamo Insieme"      | Sindaco | [ 42 ] |

## Sport

### Calcio

#### Calcio a 11
L'ASD Castelsardo è la principale squadra della città. Ha militato per dieci stagioni nel campionato di Serie D, massima serie dilettantistica del campionato italiano. La seconda squadra della città è l'Atletico Castelsardo, fondata nel 2023 e che milita in Seconda Categoria nella stagione 2024-25.

#### Calcio a 5
A Castelsardo risiede un'unica squadra di calcio a 5: il Castelsardo Futsal.

### Surf
Presso la spiaggia Ampurias (frazione di Lu Bagnu) è operativa la Bulli Surf Club A.S.D., nata nel 2013. Vanta atleti in ambito nazionale ed internazionale.

### Impianti sportivi
Castelsardo dispone di un complesso sportivo che comprende lo stadio comunale in erba naturale con tribune coperte, nel quale gioca la locale squadra di calcio (ASD Castelsardo), i campi da tennis, basket e calcetto (dove gioca il Castelsardo Futsal). Dispone, inoltre, di un impianto sportivo con campo in erba sintetica in località Lu Ponti e di una palestra di pallavolo nel complesso scolastico dell'Istituto comprensivo "Eleonora d'Arborea".